# Новгородско-норвежский договор (1326)
Новгородско-норвежский договор 1326 года — письменный договор о мире сроком на 10 лет, заключённый между Новгородской республикой и норвежцами, колонизировавшими Финнмарк (современная Норвегия тогда часть единого государства Шведского королевства). Завершил новгородско-норвежские войны.
Договор от Великого Новгорода подписали новгородцы архиепископ Моисей, посадник Варфоломей Юрьевич и тысяцкий Остафий Дворянинец, а от имени шведско-норвежского короля Магнуса II Эрикссона член королевского совета Хокон Эгмундарсон.

## Предыстория
Интересы шведов (свеи), норвежцев и русских столкнулись к началу XIII века при освоении Кольского полуострова и Карелии. Кроме этого здесь уже проживали представители автохтонных племён финно-угорских народов, не имевших чётких территориальных границ проживания и государственных образований — финны, карелы, саамы и прочие. Поэтому появилась острая необходимость разграничения если не территорий, то хотя бы географических сфер влияния.
Договор был подписан 3 июня 1326 года в Великом Новгороде. Договор теоретически подтвердил законность границы, установленной ещё при Александре Невском в 1251 году, которая к тому времени нередко нарушалась норвежцами, стремившимися к богатым рыбным промыслам в восточных регионах Баренцева моря. Стороны договорились о свободе торговли для купцов обоих государств, Норвегии (тогда часть Шведского королевства) и Новгородской республики. Договор был подписан от имени норвежского короля Магнуса II Эрикссона членом королевского совета Хоконом Эгмундарсоном, от Великого Новгорода договор подписали архиепископ Моисей, посадник Варфоломей Юрьевич и тысяцкий Остафий Дворянинец.
Чёткие границы в современном их состоянии, однако, были утверждены лишь в начале XIX века, после возвращения русских земель и присоединения к Российской империи Финляндии, а до этого фактически разграниченными оставались лишь подати того или иного племени саамов, которые были обложены данью соответствующей метрополии. Полукочевой образ жизни саамов приводил зачастую и к тому, что данью они облагались дважды и даже трижды (русской, шведской, а позднее и норвежской сторонами; смотрите статью Двоеданство).

## Примечательные факты
Редкий случай в истории — этот договор соблюдался значительно дольше срока его действия. Исключением за первые полвека стал набег русских в отместку за нападение шведов в 1349 году (тогда Швецией и Норвегией правил один король, и русские не делали различия между ними).